# Vicente García de Mateos
Vicente García de Mateos Rubio é um ciclista profissional espanhol. Nasceu em Manzanares (província de Cidade Real) a 19 de setembro de 1988. Estreia como profissional em 2009 ainda que teve-se que reclassificar como amador para voltar ao profissionalismo em agosto do 2013 ao alinhar no conjunto japonês Matrix-Powertag.
O seu irmão maior Raúl correu profissionalmente em 2009, também no Andorra-Grandvalira. Atualmente, Vicente corre na equipa portuguesa Aviludo-Louletano-Uli.

## Palmarés

### Estrada
2015
- 1 etapa da Volta a Portugal

2016
- 1 etapa da Volta a Portugal

2017
- Clássica Aldeias do Xisto
- 1 etapa da Volta a Portugal

### Pista
2015
- 3º Campeonato de Espanha de Perseguição

2016
- 3º Campeonato de Espanha de Perseguição

## Equipas
- Andorra-Grandvalira (2009)
- Supermercados Froiz (2010) (como amador)
- Caixa Rural Amateur(como amador) (2011)
- Gsport-Valencia Terra i Mar (como amador) (2012-2013)[1]
- Matrix-Powertag (2013)[2]
- Louletano (2014-2018)
  - Louletano-Dunas Douradas (2014)
  - Louletano-Ray Just Energy (2015)
  - Louletano-Hospital de Loulé (2016-2017)
  - Aviludo-Louletano-Uli (2018)